# جون كنودسن
جون كنودسن (بالنرويجية البوكمول: Jon Knudsen)‏ هو لاعب كرة قدم نرويجي في مركز حراسة المرمى. ولد في 20 نوفمبر 1974 في سكيدسمو في النرويج. شارك مع Norway national under-15 association football team ‏ ومنتخب النرويج تحت 17 سنة لكرة القدم ومنتخب النرويج تحت 20 سنة لكرة القدم ومنتخب النرويج تحت 21 سنة لكرة القدم ومنتخب النرويج لكرة القدم. أما مع النوادي، فقد لعب مع نادي ستابك ونادي سترومسغودست ونادي فريدريكستاد ونادي ليلستروم ونادي ميتييلاند.

## وصلات خارجية
- جون كنودسن على موقع الاتحاد الدولي (مؤرشف)  (الإنجليزية)
- جون كنودسن على موقع اتحاد النرويج (النرويجية)
- جون كنودسن على موقع قاعدة بيانات كرة القدم.إي يو (الإنجليزية)
- جون كنودسن على موقع ناشيونال فوتبول تيمز (الإنجليزية)
- جون كنودسن على موقع IMDb (الإنجليزية)